# Sjoerd Soeters
Sjoerd Soeters (Nes, 2 augustus 1947) is een Nederlandse architect.

## Leven en werk
Soeters werd geboren als zoon van een huisarts. Van 1966 tot 1975 studeerde hij bouwkunde aan de Technische Hogeschool Eindhoven. Na zijn studie werkte hij bij het architectenbureau VDL in Amsterdam. In 1979 richtte hij samen met zijn vrouw Merle Soeters-Stefels een architectenbureau op, gevestigd in hun woonhuis aan de Prinsengracht. Het bureau groeide gestaag en verhuisde tien jaar later naar een verbouwde Baptistenkerk aan de Kerkstraat in het centrum van Amsterdam. In 1997 trad Jos van Eldonk toe tot de maatschap en werd de naam veranderd in Soeters Van Eldonk architecten. Dana Ponec trad in 2001 toe tot de directie, waarna de naam veranderd werd in Soeters Van Eldonk Ponec architecten. Ponec verliet de maatschap in 2007 om zelfstandig verder te gaan, waardoor de naam weer Soeters Van Eldonk architecten werd.
Vanaf 1990 was Soeters supervisor voor diverse bouwprojecten, waaronder Circus Zandvoort, het Java-eiland in Amsterdam en Haverleij in Engelen bij 's-Hertogenbosch. Hij ontwierp ook De Piramides, een markant gebouwencomplex in Amsterdam, en het nieuwe centrum van Zaandam: Inverdan. Hiervoor ontving hij een erepenning van Zaandam. Daarnaast is hij co-architect van de Johan Cruijff ArenA.

In september 2016 startten Soeters en Van Eldonk elk een nieuw bureau. Soeters zette zijn activiteiten voort binnen het architectenbureau PPHP, "Pleasant Places, Happy People", dat ongeveer 15 medewerkers telde. In 2023 kondigde Soeters aan dat hij zijn bureau PPHP zou sluiten.

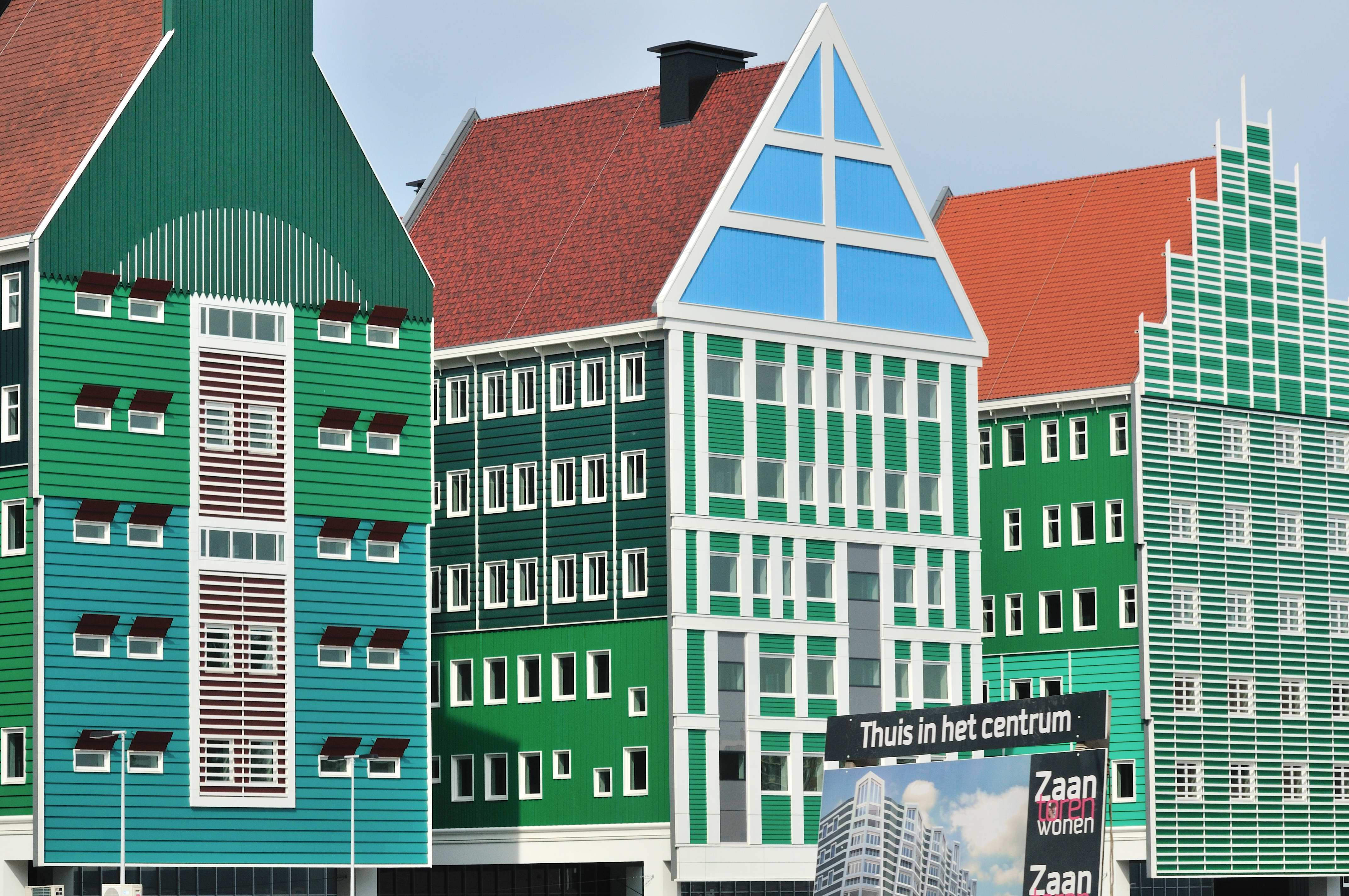
Stadhuis Zaandam
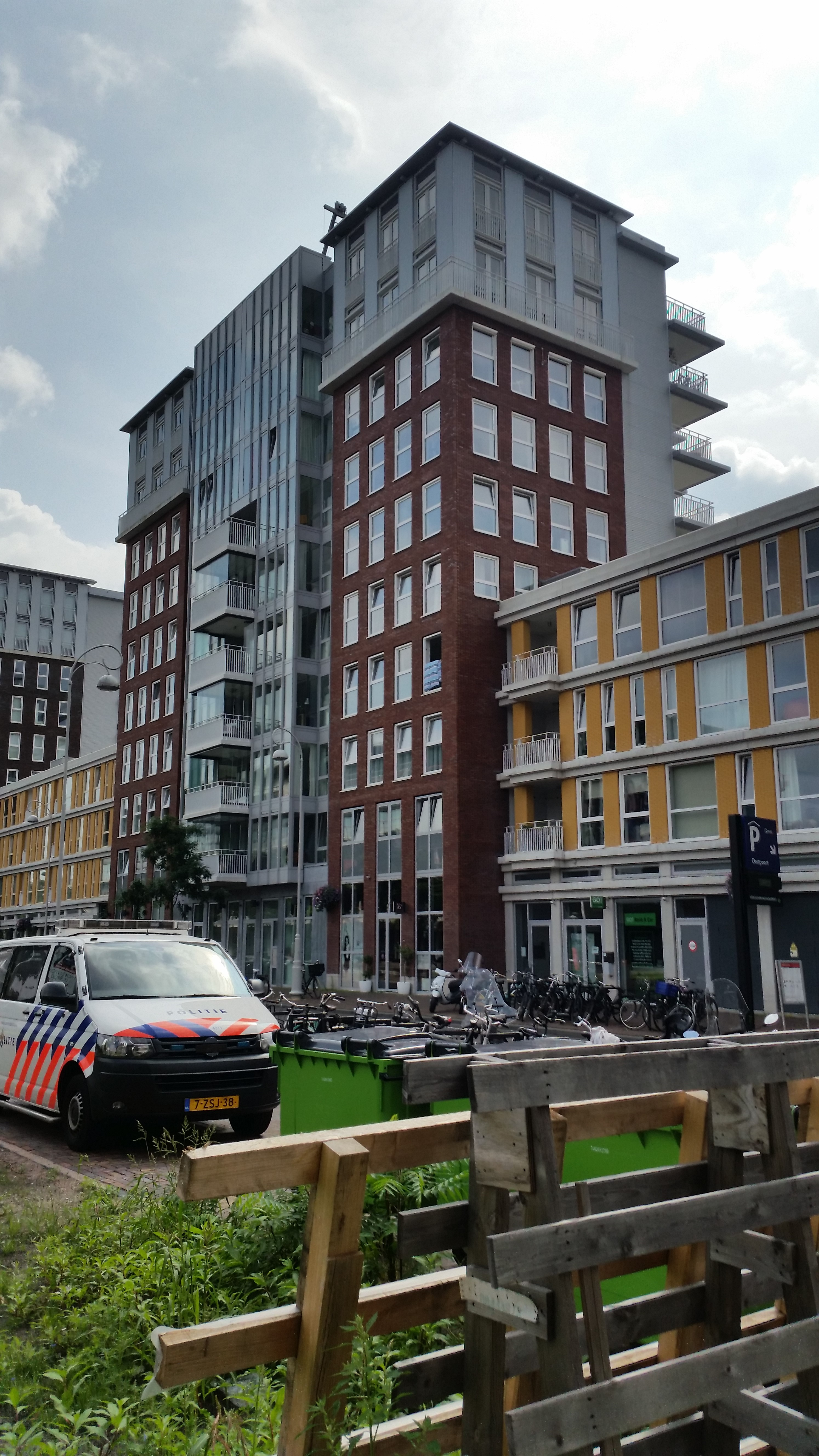
Onderdeel van Holland Park in Diemen
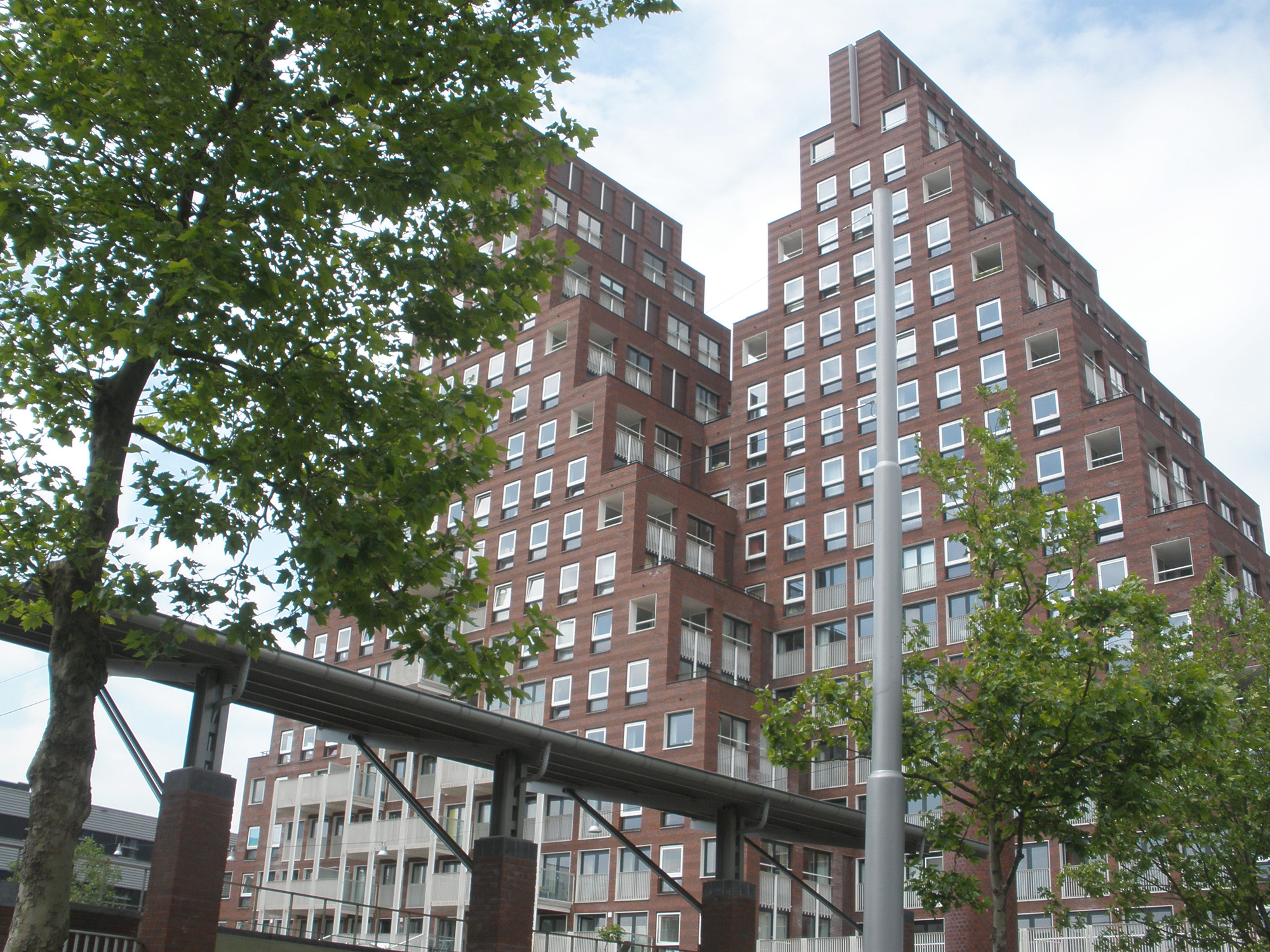
De Piramides, Amsterdam